# Jaarbeurs Utrecht
La Jaarbeurs Utrecht en français : « Foire annuelle d'Utrecht » est un complexe de halls d'exposition néerlandais destiné à accueillir de grandes manifestations événementielles à Utrecht, notamment des concerts, conférences, salons et congrès. Chaque année, environ quatre millions de visiteurs passent les portes de la Jaarbeurs, qui s'étale sur 30 hectares et se compose de douze halles. La Jaarbeurs se trouve à proximité immédiate de la gare centrale d'Utrecht et du centre commercial Hoog Catharijne sur la Jaarbeursplein.

## Histoire
La première foire d'Utrecht (en néerlandais : Utrechtse Jaarbeurs) a lieu en 1917, dans l'ancienne Fruithal en Korenbeurs, se tenant sur la place de Vredenburg et au Janskerkhof. 87 000 visiteurs, industriels et commerçants, arpentent les allées durant les deux semaines que dure cette première édition, passant devant 690 exposants néerlandais. Cette manifestation, qui est précédée d'un forte campagne publicitaire et bénéficie de tarifs préférentiels pour le transport ferroviaire, rencontre un grand succès. Il s'agit, dans l'histoire d'Utrecht, d'un point marquant l'entrée de la ville dans la modernité et d'une nouvelle étape dans son développement économique.
En 1921, sur la place de Vredenburg, le Fruithal est remplacé par la première halle d'exposition en dur, puis en 1930, la Korenbeurs est démolie et remplacée par un bâtiment neuf. En 1932, un troisième corps de bâtiment est inauguré. Ces améliorations et agrandissements se font sous l'impulsion de Willem Graadt van Roggen, en tant que secrétaire-général de la Jaarbeurs.
1956 voit l'inauguration du Julianahal, conçu par Gerrit Rietveld en association avec Ter Braak, Van den Berg, Van Grunsven et Prey. Le Julianahal est le premier bâtiment sur le terrain actuel du Jaarbeurs. En 1970, les anciens bâtiments construits sur le Vredenburg entre 1921 et 1932 sont démolis, pour faire place au centre commercial Hoog Catharijne et au Muziekcentrum Vredenburg. Il ne reste aujourd'hui de l'ancienne Jaarbeurs sur le Vredenburg que la maison du secrétaire, construite en 1961 par l'architecte Piet Elling. Faisant partie du Hoog Catharijne, la construction future d'une extension de la gare la voue probablement à la démolition.
En 2015 y est donné le départ et l'arrivée de la première étape du Tour de France 2015.

## Utilisation
La Jaarbeurs Utrecht accueille :
- de nombreux foires et salons, comme la Vakantiebeurs (salon des loisirs), le Boekenfestijn (salon du livre), KreaDoe, la 50PlusBeurs et Motorfiets (salon de l'automobile) ;
- des festivals de musique électronique tels Thunderdome, Trance Energy, A State of Trance ;
- occasionnellement, un hébergement d'urgence lors de grandes perturbations sur le réseau ferroviaire.

## Galerie

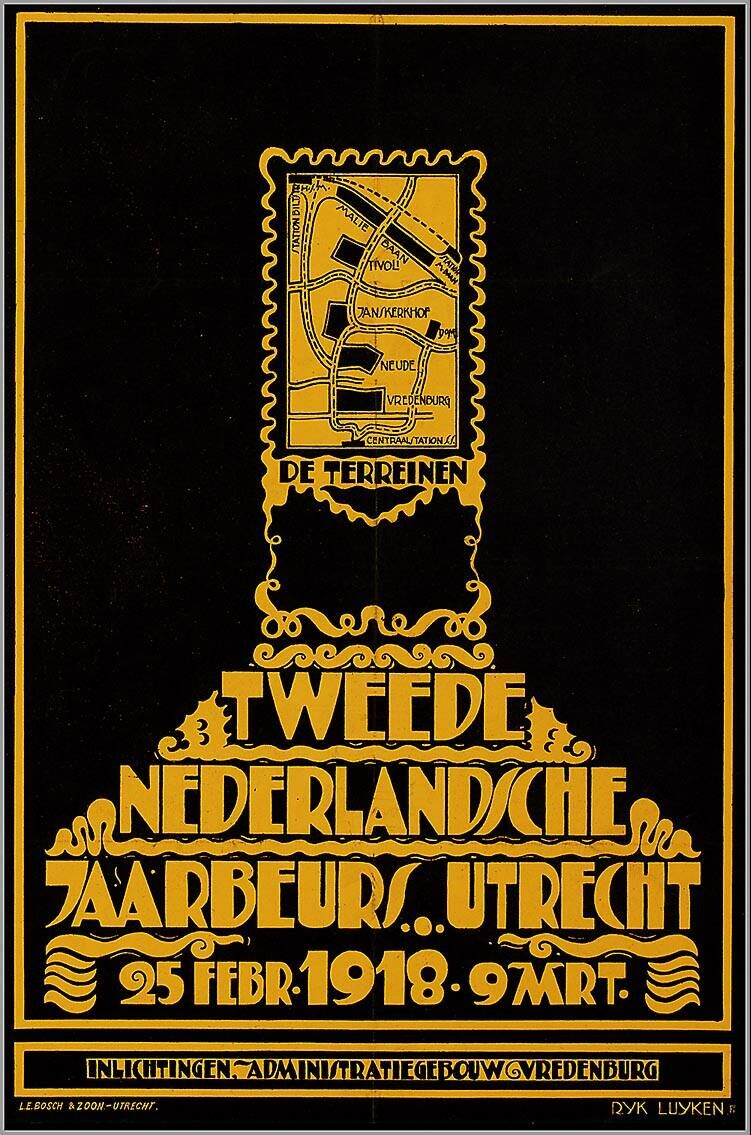
Affiche pour la deuxième édition de la foire d'Utrecht.
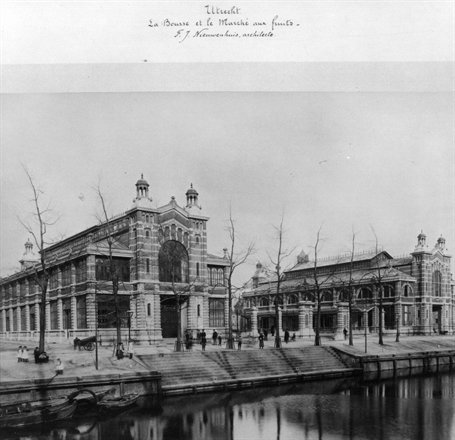
Le Fruithal en Korenbeurs.
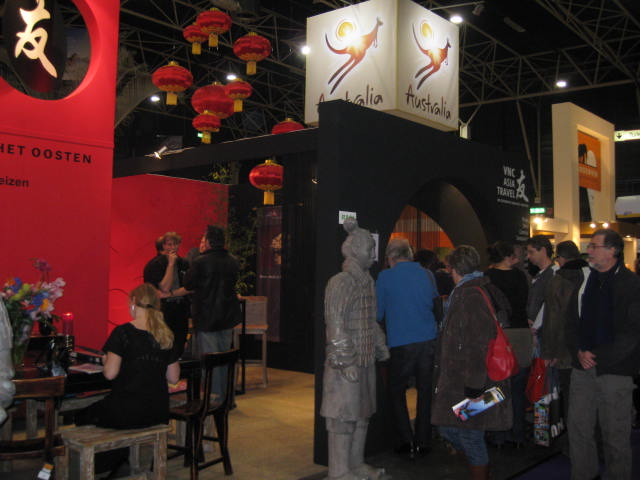
Salon à la Jaarbeurs.
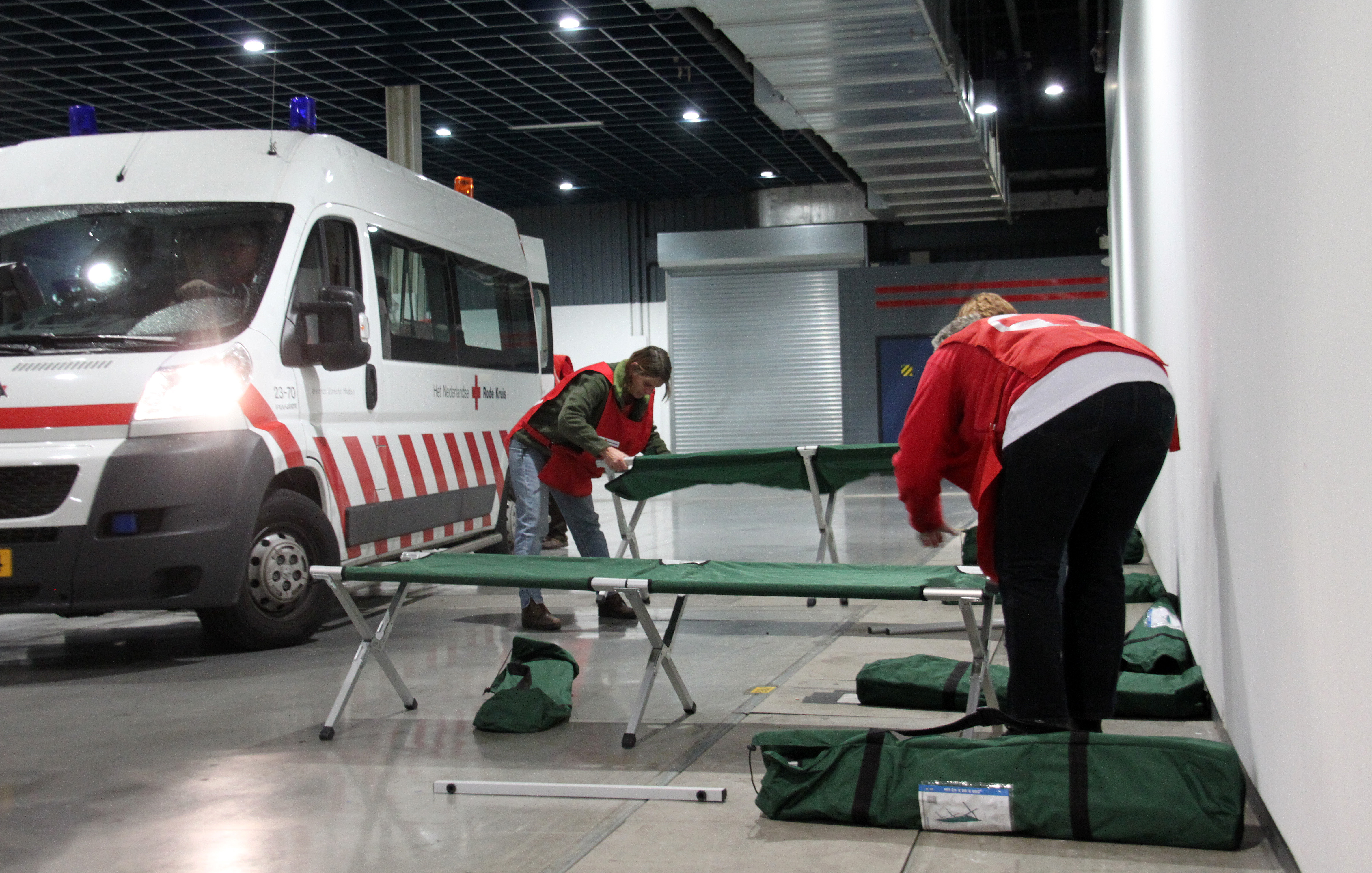
La Croix-Rouge installant des lits d'urgence lors d'une forte perturbation du trafic ferroviaire.